# Rivière Astoria

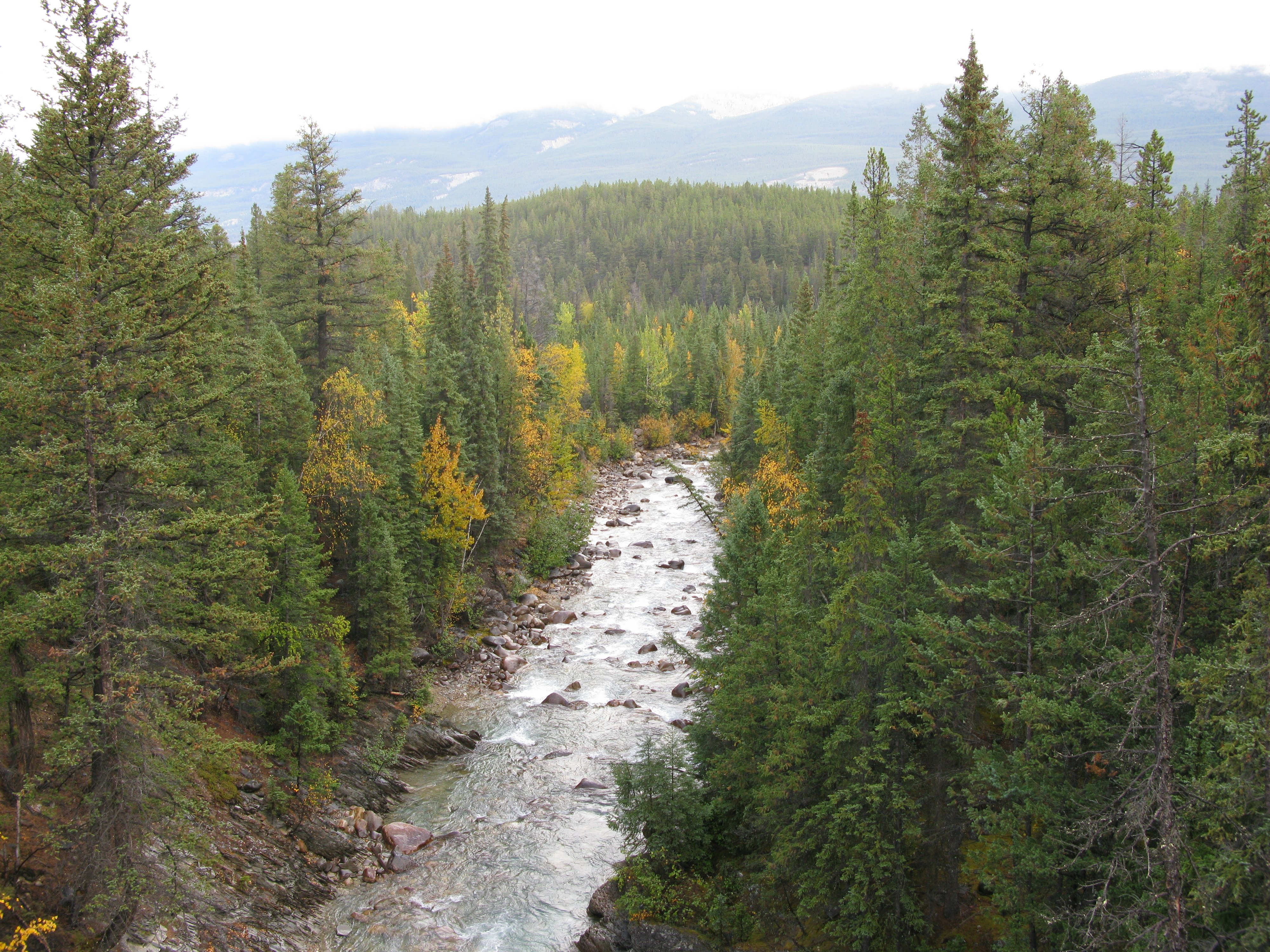
La rivière Astoria dans le parc national de Jasper.

La rivière Astoria (en anglais : Astoria River) est une rivière qui coule dans le parc national de Jasper, dans la province d'Alberta, au Canada. Elle est un affluent de la rivière Athabasca.
La rivière Astoria prend sa source dans la vallée Tonquin (en), collectant les eaux de fonte du glacier Fraser, de Ramparts, du Mount Erebus, Mount Clithero, et Oldhorn Mountain.
La rivière Astoria, ainsi que le col Astoria situé à proximité, ont été nommés en l'honneur de John Jacob Astor. Les trappeurs de la American Fur Company, détenue par Astor, voyagent à l'est du col Athabasca depuis Fort Astoria, à l'embouchure de la Columbia River.

## Affluents
- Eremite Creek
- Campus Creek
- Verdant Creek